# Oenopota rubescens
Oenopota rubescens é uma espécie de gastrópode do gênero Oenopota, pertencente a família Mangeliidae.